# Thyborøn
Thyborøn – miasto w Danii, w regionie Jutlandia Środkowa, w gminie Lemvig.